# Fynes Moryson
Fynes Moryson, ou Morison (1566 - 12 février 1630) est un voyageur et écrivain anglais. Il est connu pour avoir publié Itinerary, récit de ses voyages à travers l'Europe et le Proche-Orient. Il fut aussi le secrétaire de Lord Mountjoy au début des années 1600. 

## Biographie

### Enfance et études
Né en 1566, Fynes Moryson est le troisième fils de Thomas Moryson de Cadeby, Lincolnshire, membre du Parlement pour Grimsby en 1572, 1584, 1586 et 1588-1589, et d'Elizabeth, fille de Thomas Moigne de Willingham, Lincolnshire. À 18 ans, il entre à l'Université de Cambridge afin d’étudier les arts puis le droit civil. En 1589, à l’âge de 23 ans, l'Université de Cambridge lui donne l'autorisation de partir voyager. Fynes Moryson resta néanmoins deux ans supplémentaires en Angleterre, où il suit notamment des études à Oxford. 

### Voyages
En mai 1591, Fynes Moryson s’embarque pour le continent européen. Les quatre années suivantes sont alors consacrées à la visite de l’Allemagne, des Pays-Bas, de la Suisse, de l’Italie, du Danemark, de la Pologne et de l’Autriche. Le 13 mai 1595, il retourne à Londres où il découvre que son frère, Henry, se prépare à partir pour Jérusalem. Il décide de l’accompagner et les deux frères quittent Londres le 29 novembre 1595. Ils voyagent par route jusqu’à Venise avant de prendre un navire qui les conduit à Jaffa, puis à Tripoli. De là, ils se rendent par route à Alep. Près d’Antioche, Henry Moryson meurt de dysenterie. Lui-même souffrant, Fynes Moryson rentre en Angleterre en passant par la Crète, Constantinople et Venise. Il est de retour à Londres en juin 1597. En avril 1598, il repart en voyage. Il se rend cette fois à Berwick-on-Tweed et à Édimbourg. Bien que souhaitant se rendre à Stirling et à Saint Andrews, il fut rappelé en Angleterre et passa l’année suivante aux côtés de ses deux sœurs, Jane Alington et Faith Mussenden. Il s'en va par la suite en Irlande, où son frère cadet, Richard, sert le comte d'Essex. 
À son arrivée en Irlande, Fynes Moryson est nommé secrétaire de Charles Blount, 8e baron Mountjoy, ce dernier ayant récemment été désigné Lord Deputy. Il reste à son service jusqu'en 1606, période durant laquelle se déroule la guerre de neuf ans en Irlande et qu'est écrasée la rébellion du comté de Tyrone. Par la suite, Fynes Moryson écrivit et mis en forme le récit de ses voyages. Il se rendit en 1613 auprès de son frère Richard, alors Vice-Président de Munster.
Le reste de ses occupations demeure flou. En 1617, le premier volume d'Itinerary est publié.
Fynes Moryson décède le 12 février 1629, à l’âge de 64 ans.